# Farmaci in Italia
I  farmaci in Italia sono divisi in varie fasce, secondo utilizzo, destinazione e rimborsabilità da parte del servizio sanitario nazionale italiano. Le caratteristiche generali sono contenute nel prontuario farmaceutico nazionale.
Le fasce presenti sono tre, ovvero:
- Farmaco di fascia A - farmaci essenziali e per malattie croniche
- Farmaco di fascia C - a carico del cittadino
- Farmaco di fascia H - per uso esclusivo in strutture ospedaliere

Dal punto di vista normativo, l'Agenzia italiana del farmaco è l'istituzione pubblica competente per l'attività regolatoria dei farmaci in Italia, che esprime anche proprio parere nella negoziazione del prezzo dei farmaci di libera vendita. I medici italiani non possono utilizzare i moduli SSN per prescrivere farmaci non ammessi al rimborso.